# Ambrosero
Ambrosero es una localidad con forma de valle perteneciente al municipio de Bárcena de Cicero (Cantabria, España). La localidad está ubicada a 1,9 kilómetros de distancia de Gama (capital municipal) y a 80 metros sobre el nivel del mar. 
La localidad contaba en el año 2022 con una población de 210 habitantes (padrón municipal). 
El pueblo está constituido por las calles San Andrés, Estián, Casuso, Carlos V, Madama, Escallada, Santa Ana, Rio Irías, Sierrallana y Tamania, además también se ubica un polígono industrial no contaminante, con el que se ha apostado por el progreso pero sin perjudicar lo más mínimo el entorno del municipio.
Ambrosero es un pueblo cargado de historia y cultura, destacando la iglesia parroquial de San Andrés (siglo XVI-XVII) y la Calle Madama, que recibe este nombre en recuerdo de la estancia entre 1584 y 1597 (año de su fallecimiento) de Bárbara Blomberg, mujer que mantuvo una relación extramatrimonial con el emperador Carlos V, con quien engendró a Juan de Austria. Del lugar en donde residió se conserva un conjunto formado por tres edificaciones.
Su fiesta patronal se celebra el 30 de noviembre, San Andrés, además de los festejos de Santiago y Santa Ana, 25 y 26 de julio respectivamente.  
Lugares de Interés:
1. Iglesia de San Andrés.

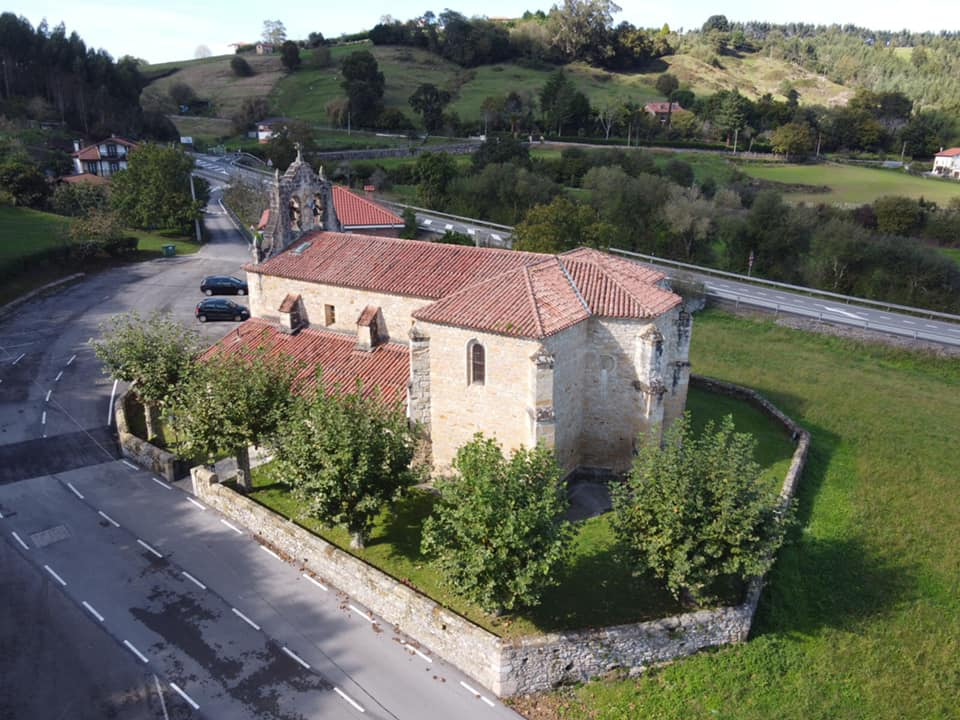
no

2. Antiguo lavadero (Calle Casuso).

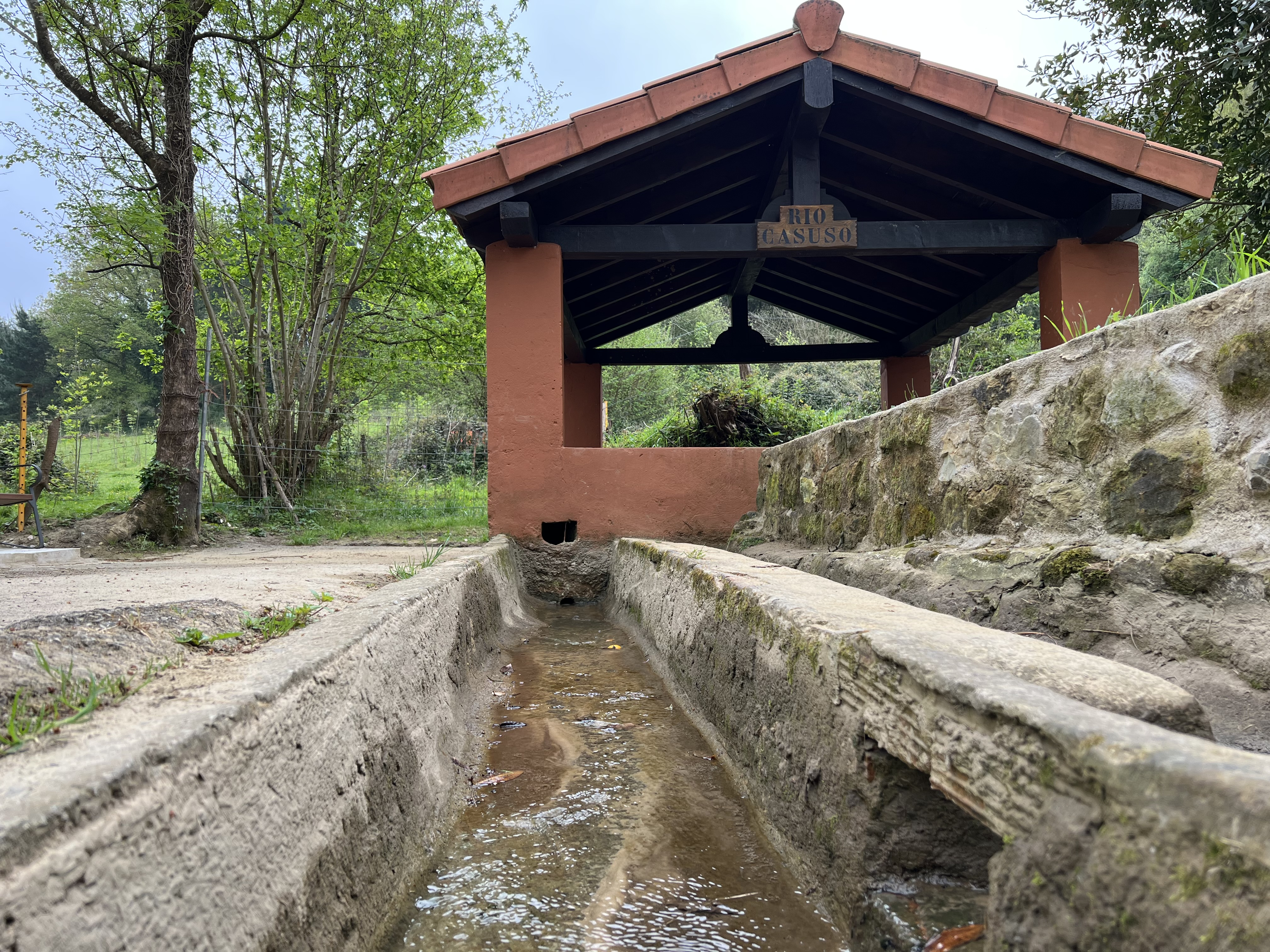
no

3. Antigua Botica (Calle Tamania).

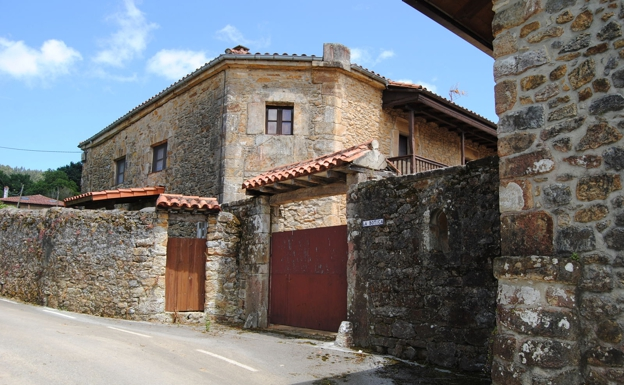
no

4. Antigua lechería (Calle Estián).

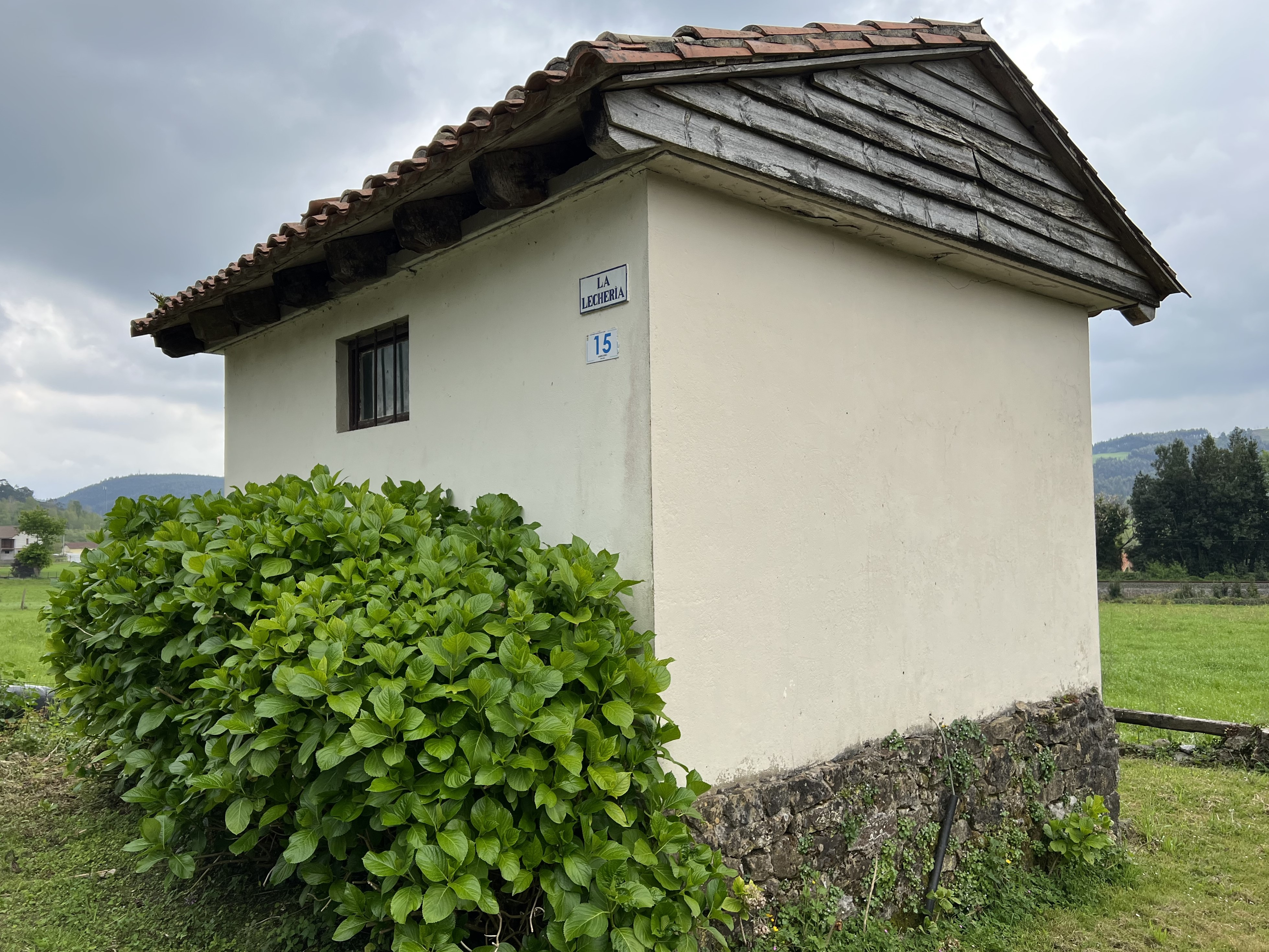
no

5. Antiguas Escuelas (Calle San Andrés).

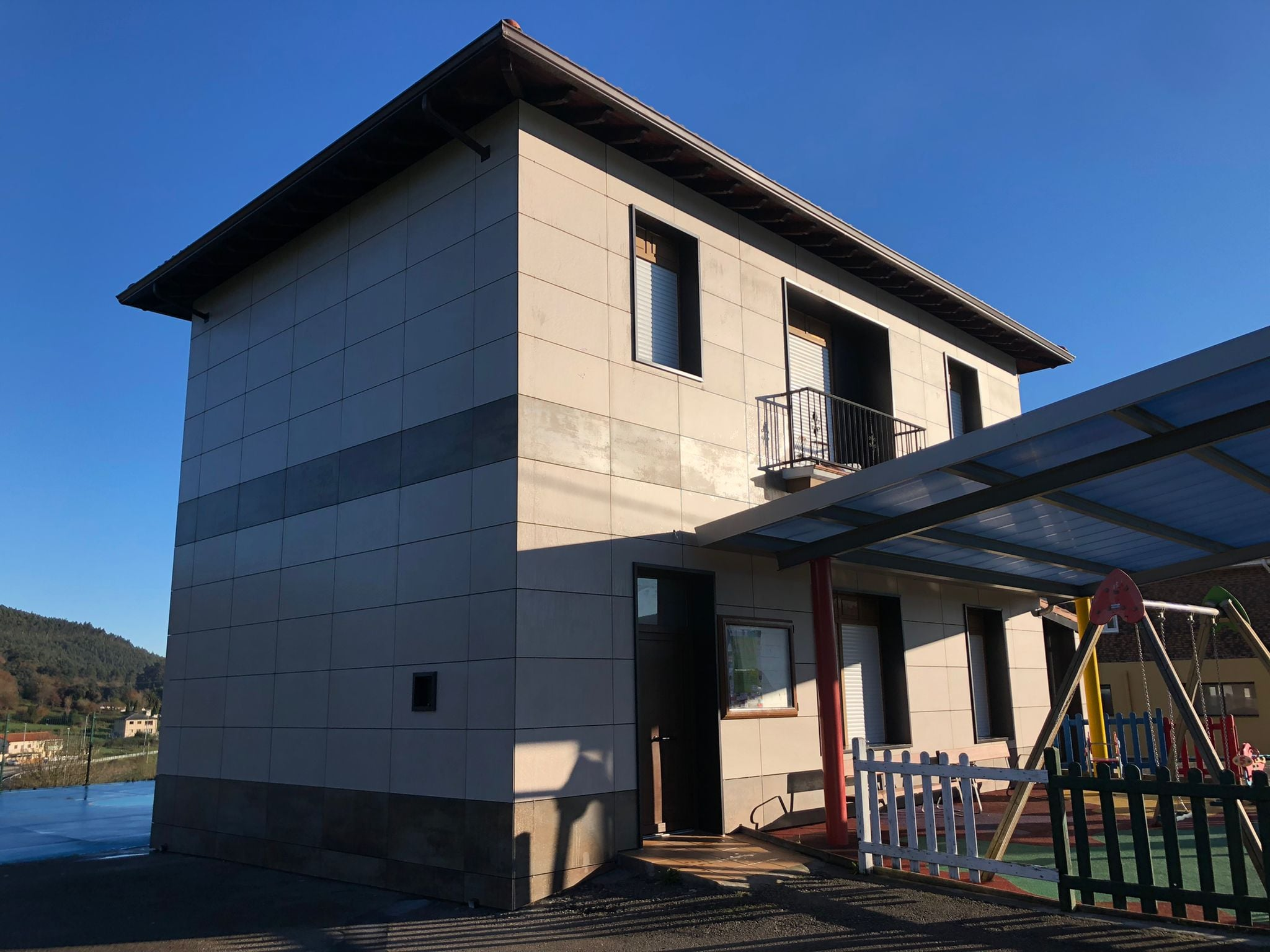
no

6. Bolera (Calle San Andrés).

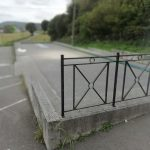
no

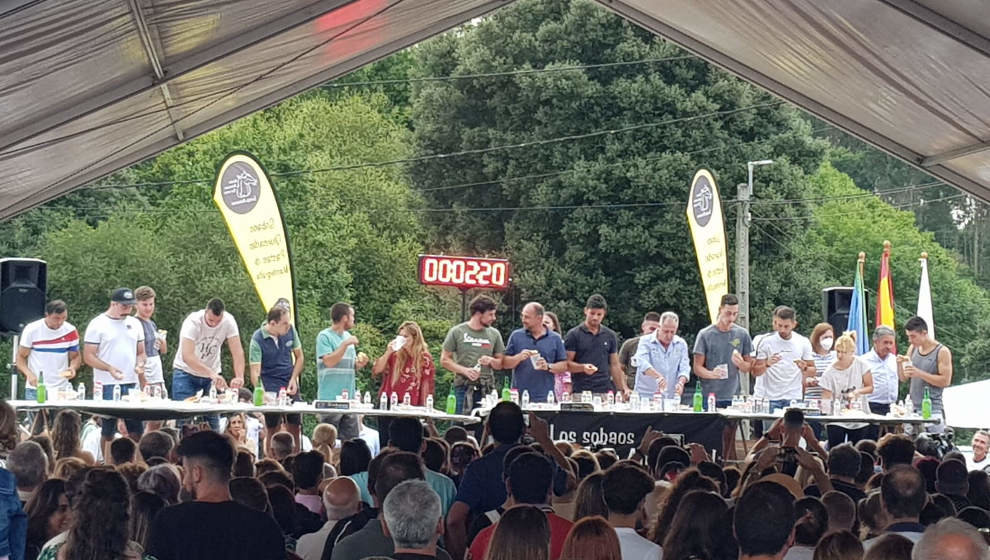

Campeonato del Mundo de Comedores de Sobaos de Ambrosero
El Campeonato del Mundo de Comedores de Sobaos de Ambrosero es un concurso que se celebra en dicha localidad, en el que los participantes tienen que  comer el mayor número posible de sobaos en un tiempo limitado de ocho minutos, para ello solo podrán beber exclusivamente agua. Los sobaos del campeonato pertenecen a un pequeño obrador de Ambrosero, Escojo Artesanos, que produce estos productos entre otros típicos de la región. 
Este concurso se celebró por primera vez el 26 de julio de 2022 y acudieron más de mil personas a visualizarlo, además de tener un gran impacto en medios de comunicación regionales y nacionales.
Clasificatoria 2022
Campeón absoluto: Anier Gozálvez (Madrid)
Segundo puesto: Asier Ortega (Salamanca)
Tercer puesto: Nicolás Pavón (Guriezo)
Primera mujer: Ana Rosa Solano (Santander)
Primero de Cantabria: Nicolás Pavón (Guriezo)
Primero del municipio: Carlos Hoyos (Ambrosero)
Las bases del concurso son las americanas:
- Ocho minutos de duración.
- Sin límite de agua (solo se puede beber agua).
- Se intentará que todos los participantes entren en una misma ronda eliminatoria. En caso de que el número de participantes sea muy numeroso, se harán dos tandas y el que más coma de ellas se proclamará ganador absoluto.
- Se comerá de pie.
- Se pondrá un plato cargado de sobaos y se rellenará en caso de acabarse el mismo de forma ilimitada.
Escudo y bandera
Información de interés:
- En Ambrosero se grabó un reportaje sobre sus festejos retransmitido en el programa de televisión  Aquí la Tierra de TVE. (Ver reportaje)
Premio Pueblo de Cantabria
Ambrosero ha sido candidato al premio “Pueblo de Cantabria” perteneciente a la Consejería de Obras Públicas, Ordenación del Territorio y Urbanismo del Gobierno de Cantabria.